# Abrothrix manni
Abrothrix manni — вид ссавців гризунів родини хом'якових (Cricetidae). Живе в Чилі та Аргентині. Має довжину від голови до крупа 107 мм, хвіст 83 мм, задні лапи 25 мм, вуха 14 мм і вагу до 28 г. Вид був названий на честь чилійського зоолога Гільєрмо Манна.